# Quiropràctica

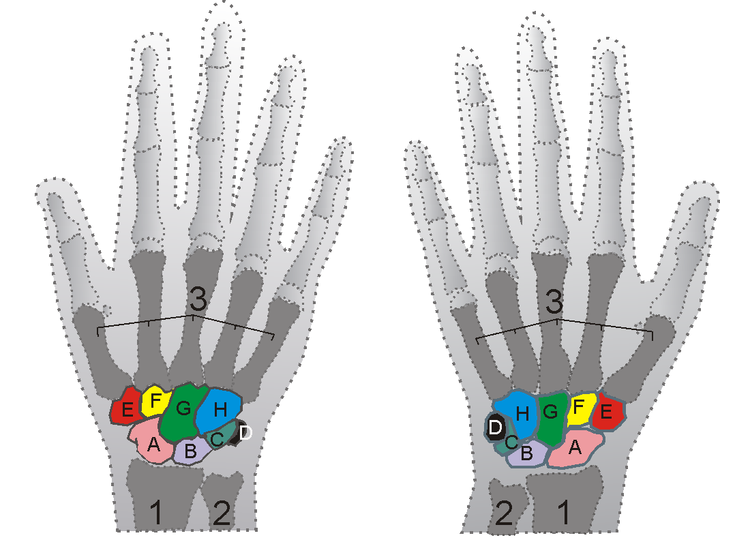
Descripció de l'os del carp de la mà segons els College of Chiropratic dels Estats Units.

La quiropràctica o quiropraxia és una medicina alternativa que posa de relleu el diagnòstic, el tractament i la prevenció dels trastornaments mecànics del sistema músculo-esquelètic, especialment de la columna vertebral,sota la hipòtesi (seguint al magnetoterapeuta Daniel David Palmer) que aquests trastorns afecten la salut en general per mitjà del sistema nerviós. El principal tractament implica una teràpia amb les mans i manipulació de la columna vertebral; també es fan exercicis i es dona consells sobre la vida saludable. La quiropràctica tradicional assumeix que la subluxació vertebral o una disfunció interfereix amb la funció del cos i la seva intel·ligència innata, una noció que és considerada com ridícula pel corrent majoritari científic i mèdic.
Segons el consens científic, la quiropràctica pot tenir la mateixa eficàcia que altres teràpies manuals per a alguns trastorns de l'aparell locomotor, com ara el mal d'esquena, però no hi ha cap prova o mecanisme creïble per a efectes sobre altres trastornaments, i al contrari, sí que hi ha proves científiques d'efectes adversos greus resultants de la manipulació cervical. Les idees de la intel·ligència innata i la subluxació quiropràctica són considerades com pseudociència.